# Gastrointestinalfysiologi
Gastrointestinalfysiologin är den gren inom humanfysiologin som behandlar mag- och tarmkanalens fysikaliska och kemiska funktion. De huvudsakliga processerna som sker i mag-tarmkanalen är motilitet (rörelse), sekretion (utsöndring), reglering (ex. hämning i form av negativ feedback), digestion (nedbrytning och absorption av föda) och cirkulation. Funktionen och koordinationen hos dessa mag- och tarmkanalens processer är av stor vikt för gastrointestinalt välbefinnande och för upptaget av näringsämnen åt hela kroppen. 

Grundläggande anatomi hos digestionskanalen

## Motilitet
Digestionskanalen genererar motilitet med hjälp av glatt muskulatur vars muskelceller är sammankopplade med gap junctions. De har en spontan elektrisk aktivitet av endera toniskt eller fasiskt slag. Toniska kontraktioner är de som varar mellan några minuter och flera timmar och ses bland annat i digestionskanalens olika sfinktrar. Den andra typen av kontraktioner, de fasiska, består i korta perioder av såväl kontraktion som relaxation och ses bland annat i muscularis interna.   

### Stimuli
Stimuli för dessa kontraktioner uppkommer genom aktiviteten i de modifierade glattmuskelceller som kallas Cajals interstitieceller (ICC=Interstitial cells of Cajal) vilka fungerar som "magens pacemaker". Cellerna orsakar slow waves som kan ge upphov till aktionspotentialer och därmed kontraktioner i glattmuskelcellerna. De är sammankopplade till glattmuskelceller via gap junctions. Slow waves potentialen måste överstiga ett tröskelvärde för att utlösa en aktionspotential som resultat av öppnandet av kalciumkanaler i glattmuskelcellen. Kontraktionens styrka beror på graden av kalciuminflöde i cellen, det vill säga på aktionspotentialens duration. Såväl amplitud som duration hos ICC:s slow waves kan modifieras av förekomst av neurotransmittorer, hormoner eller parakrin signalering.